# Zamnin
Le Zamnin est un plat traditionnel originaire du Burkina Faso. Il est principalement composé de fruits d'acacia bouillis, souvent accompagnés de légumes, de poisson ou de viande.

## Historique
Ce plat a vu le jour durant une période de famine au Burkina Faso. Né de la nécessité, il s’est progressivement imposé comme un mets de choix, riche en saveurs et en histoire.

## Préparation
Pour préparer le Zamnin, il faut d'abord récolter les fruits d'acacia, les laver soigneusement pour les débarrasser de toute impureté, puis les mettre dans une marmite avec un peu d'eau. Le mélange est ensuite porté à ébullition jusqu'à cuisson complète.
Une fois cuits, les fruits sont retirés de la marmite et lavés à nouveau à l’aide de passoires, avec au moins cinq bassines d’eau, afin de bien les nettoyer. Il est important que le Zamnin soit propre.
Ensuite, la marmite est lavée, puis on y remet les fruits avec un seau d’eau propre. Lorsque le tout commence à bouillir, on y ajoute de la potasse et on laisse mijoter pendant environ une heure. Après cette étape, le mélange est recueilli puis passé à la vapeur. Le Zamnin est alors prêt à être dégusté,.

## Variante
Pour plus de saveur, le Zamnin peut être accompagné de viande hachée.

## Consommation
Autrefois réservé aux funérailles dans les villages, le Zamnin s’est peu à peu intégré à la vie urbaine. Aujourd’hui, on le retrouve notamment lors des mariages, des baptêmes et des présentations familiales.